# 大仁田美咲
大仁田 美咲（おおにた みさき、2000年9月23日 - ）は、朝日放送テレビ（ABCテレビ）のアナウンサー。

## 経歴
- 幼稚園から高校までクラシックバレエに打ち込む[1]。さらに高校1年の頃に乃木坂46の3期生オーディションに応募し合格しているが、学業優先を理由に辞退している[2]。
- もともとアナウンサー志望ではなかったが、ミスコンで出会ったアナウンサーの方に勧められたことがきっかけで「学生アナウンス大賞」に出場。アナウンサーに憧れつつも、人前で話すことが苦手で、自分には無縁の職業だと思っていたが、ファイナリストに選出。その中で、他の参加者を見て自分も本気で目指そうと決意し、アナウンススクールに通い始めるなどアナウンサーの道を歩み始めた[3]。
- 神戸大学国際人間科学部卒業後、2023年朝日放送テレビにアナウンサーとして入社した。同年7月5日の早朝番組『おはよう朝日です』で初鳴きをした[4]。同年9月2日、朝日放送テレビ制作の全国ネット番組『朝だ!生です旅サラダ』にフランス留学のために降板した先輩アナウンサーの東留伽の後を引き継ぐ形で新レギュラー出演者として加入する[5]。

## 人物
- 酒好きを公言し、特に日本酒が好みで日本ソムリエ協会公認の「SAKE DIPLOMA」（酒ディプロマ）の資格を持っている。またアナウンサーになっていなかったら「酒を作る仕事に就いた」と語るほどである[6]。好きな銘柄は、岩手県にある赤武酒造の「AKABU」。
- プロ野球は阪神タイガースファンであることを公言しており[4][7]、林威助が贔屓の選手であった[7]。なお大仁田は阪神タイガースファンになった理由について「林さんがカッコいいから、阪神タイガースを応援するようになった。」と語っている[7]。
- 夢は、神戸から全国に芸術の魅力を発信し、日本での芸術の価値を高めること[8]。

## 担当番組

### テレビ
- 朝だ!生です旅サラダ（2023年9月2日 - ）
- newsおかえり（2023年9月4日 - ）